# Kíivnaukfilm
Kíivnaukfilm (ucraïnès: Київнаукфільм, Kyïvnaukfil′m, rus: Киевнаучфильм, Kievnauchfilm; de vegades traduït a l'anglès com Kyiv Science Film) va ser un estudi de cinema de l'antiga Unió Soviètica situat a Kíev, RSS d'Ucraïna. Encara que va ser creat el 1943 per a produir pel·lícules de divulgació científica, finalment es va fer popular per les pel·lícules d'animació, i va romandre actiu en l'animació ucraïnesa durant dècades.

## Història
La seua tasca principal era la producció de pel·lícules i documentals de divulgació científica sobre una àmplia gamma de temes. El 1959, Kíivnaukfilm, dirigit per Hippolyte Lazarchuk, es va expandir a l'animació. En total, va estrenar 342 pel·lícules d'animació, un gran nombre de les quals encara són populars dècades després, com ara una sèrie sobre cosacs (dirigida per Volodimír Dakhno), la sèrie Les aventures del capità Wrongel, Doctor Aybolit i una versió de L'illa del tresor, totes tres dirigides per David Cherkassky). Les pel·lícules de l'estudi van rebre nombrosos premis en festivals de cinema internacionals i nacionals, com el Festival Mundial de Cinema d'Animació de Zagreb per How Women Sold Men d'Iryna Hurvych i el Festival de Cinema d'Animació de Nova York.
El director de cinema Feliks Sobolev (Animals' Tongue, I and Others, Can Animals Think?) i l'editor en cap de l'estudi Yevheniy Zahdanskyi són considerats pioners i figures de gran influència en el camp del documental a l'antiga Unió Soviètica. El 1966 l'estudi va estrenar més de 400 pel·lícules anuals.
Amb la dissolució de la Unió Soviètica, Kíivnaukfilm va entrar en declivi i va passar a anomenar-se National Cinematheque of Ukraine, i es va escindir la divisió d'animació sota el nom "amb el nom d'Ukranimafilm".
El 1993 Kievnauchfilm va produir Unknown Ukraine: Sketches of Our History, una sèrie de 104 pel·lícules que presenten una història completa d'Ucraïna.